# Germain Morin (Benediktiner)
Germain Morin (OSB), bürgerlich Léopold Morin (* 6. November 1861 in Caen; † 12. April 1946 in Orselina) war ein belgischer römisch-katholischer Theologe, Patrologe und Benediktiner der zur Beuroner Kongregation gehörenden Abtei Maredsous. Sein umfangreiches wissenschaftliches Werk umfasst thematisch die altchristliche Literatur, Liturgie, Hagiografie sowie die Kirchen- und Klostergeschichte.

## Leben und Werk
Germain Morin studierte Theologie am Priesterseminar von Bayeux. Er beantragte im Wintersemester 1880/81 die Zulassung als Postulant in der belgischen Abtei von Maredsous, da die Schließung der heimatlichen Klöster durch den französischen Staat drohte. Er legte in  Maredsous am 15. August 1882 sein Klostergelübde ab. 1887 wurde er zum Priester geweiht. 1887 begann er mit seinen patristischen Forschungen in europäischen Bibliotheken. Im Jahr 1893 oder 1894 machte er im Archiv des Priesterseminars von Namur eine wertvolle Entdeckung: eine Handschrift aus dem 11. Jahrhundert mit einer mittelalterlichen lateinischen Übersetzung des berühmten Briefes von Clemens I. an die Christen von Korinth, eine der wichtigsten christlichen Schriften der unmittelbar nachapostolischen Zeit des 1. Jahrhunderts.
Ab 1907 residierte Morin in der Abtei St. Bonifatius in München. 1912 wurde er zwecks größerer Bewegungsfreiheit für seine wissenschaftlichen Arbeiten vom Papst aus den Zwängen seines Ordensgelübdes freigestellt. Während des Ersten Weltkrieges ging er nach Belgien, 1918 kehrte er nach München zurück. 1939 ließ er sich als unabhängiger Forscher in Freiburg in der Schweiz nieder.
„Morins Werk erwies sich für die Patristik als überaus fruchtbar; zu neuen Erkenntnissen führte insbesondere die von ihm angewandte „innere Kritik“, d. h. die Analyse der Texte aufgrund von Wortwahl, Satzbau und Rhythmus.“ Morin war Fachmann für die Werke des Caesarius von Arles, des Heiligen Augustinus und des Heiligen Hieronymus. Ab 1887 war Morin Mitarbeiter der in Maredsous herausgegebenen Revue bénédictine.  Ab 1893 gab er die Reihe Anecdota Maredsolana, seu Monumenta ecclesiasticæ antiquitatis ex manuscriptis codicibus nunc primum edita (Erstmals herausgegebene Sprachdenkmäler der frühen Kirche) bis 1932 heraus. Seine absolute Vertrautheit mit Augustinus erlaubte es ihm 1917, aus der Wolfenbütteler Handschrift 4096 vierzig unbekannte Predigten des Augustinus und 1930 die S. Augustini sermones post Maurinos reperti in Rom zu veröffentlichen. Am Ende seines Lebens gab er das Gesamtwerk des Caesarius von Arles in zwei Bänden (1937–1942) heraus. Seine wissenschaftliche Bibliografie umfasst insgesamt 846 Veröffentlichungen. Morin war Ehrendoktor der Universitäten Oxford, Zürich (1914), Freiburg im Breisgau (1926) und Budapest (1935). Darüber hinaus war er Mitglied der Royal Society of London, der Bayerischen Akademie der Wissenschaften und der Pontifica Accademia di Archeologia in Rom.